# All-Ireland Senior Football Championship 1925
L'All-Ireland Senior Football Championship 1925 fu l'edizione numero 39 del principale torneo di calcio gaelico irlandese. Galway batté in finale Cavan ottenendo il primo trionfo della sua storia.

## Storia
Il campionato fu molto particolare, per il quanto avvenne nelle ultime partite dell'eliminazione diretta. Il Connacht Senior Football Championship non fu terminato in tempo per stabilire quale squadra dovesse sfidare le vincitrici degli altri tre titoli provinciali, all'All-Ireland. Fu deciso di inviare Mayo, che batté Wexford in semifinale, mentre Kerry sconfisse Cavan. Tuttavia queste ultime due furono squalificate, poiché avevano schierato giocatori che non potevano prendere parte alla partita. Questo avrebbe dovuto comportare la vittoria di Mayo, ma nel frattempo si era tenuta la finale del Connacht in cui Galway aveva sconfitto proprio i verde-rossi. La GAA decise quindi che Galway andasse nominata campione nazionale. Ma la vicenda non finì qui. Infatti, dopo molte proteste, l'associazione di sport gaelici, la GAA appunto, stabilì che andasse ridisputato il torneo. Kerry pretese che l'esito della semifinale di agosto fosse mantenuto, ma ciò non fu accordato e quindi i campioni del Munster abbandonarono per protesta il torneo, consentendo a Cavan di accedere alla finale. Questa fu raggiunta da Galway, che sconfisse Wexford. La finale vide trionfare i campioni del Connacht, che così trionfarono per la prima volta nella loro storia.

## Semifinali
| 1925 | Cavan | Vittoria – Rinuncia | Kerry |  |

| Dublino 6 dicembre 1925 | Galway | 3-04 – 1-01 | Wexford | Croke Park |

### Finale
| Dublino 10 gennaio 1926 | Galway | 3-02 – 1-02 | Cavan | Croke Park |